# United Football League
La United Football League (UFL) era una lega professionistica di football americano. 

## Storia
La stagione inaugurale partì in ottobre del 2009.
La UFL fu fondata da William Hambrecht, un investitore di Wall Street, e vecchio socio di minoranza degli Oakland Invaders della ormai inattiva United States Football League, e Tim Armstrong, ex alto dirigente di Google, poi direttore esecutivo di AOL.
Nella UFL giocarono poche squadre: il campionato con più partecipanti ne ebbe cinque. Alcune squadre erano di città prive di una loro franchigia nella NFL, il campionato principale di football americano.
Nel 2012 avrebbe dovuto svolgersi la quarta stagione della lega, con quattro squadre all'inizio del campionato previsto per il 26 settembre 2012. La lega cessò le operazioni il 20 ottobre 2012, dopo quattro settimane, a causa di gravi problemi finanziari e di scarsa presenza di pubblico. Al momento della cessazione, i Las Vegas Locomotives erano ancora imbattuti quindi venne loro assegnato di diritto il titolo di campione UFL. 
Nonostante la UFL avesse promesso dapprima un campionato nella primavera del 2013 e poi nell'autunno del 2013, l'attività fu ripresa dieci anni dopo quindi nel 2023 con una sorta di rifondazione della lega tramite fusione di altre leghe: infatti nel dicembre 2023 la X Football League (2020) e la United States Football League (2022) si sono fuse tra loro per dare inizio alla United Football League (2024), che è stata inaugurata con la sua prima partita disputata in data 30 marzo 2024.

## Squadre
| Squadra                   | Città                     | Stadio                      | Anni di attività | Ultimo coach        |
| ------------------------- | ------------------------- | --------------------------- | ---------------- | ------------------- |
| Las Vegas Locomotives     | Las Vegas (Nevada)        | Sam Boyd Stadium            | 2009-2012        | Jim Fassel          |
| Omaha Nighthawks          | Omaha (Nebraska)          | TD Ameritrade Park          | 2010-2012        | Bart Andrus         |
| Sacramento Mountain Lions | Sacramento (California)   | Hornet Stadium              | 2009-2012        | Turk Schonert       |
| Florida Tuskers           | Orlando (Florida)         | Florida Citrus Bowl Stadium | 2009-2010        | Jay Gruden          |
| Hartford Colonials        | Hartford (Connecticut)    | Rentschler Field            | 2009-2010        | Jerry Glanville     |
| Virginia Destroyers       | Virginia Beach (Virginia) | Virginia Beach Sportsplex   | 2011-2012        | Kurt Schottenheimer |